# Cuori puri
Cuori puri è un film del 2017 diretto da Roberto De Paolis, alla sua opera prima.
Il film è stato selezionato per la Quinzaine des Réalisateurs del Festival di Cannes 2017.

## Trama
Agnese è una ragazza di diciotto anni, cresciuta con una madre molto cattolica, frequenta la parrocchia e ha scelto di mantenere la sua verginità fino al matrimonio. Stefano è un ragazzo di venticinque anni dal passato turbolento, che lavora come custode in un parcheggio di un centro commerciale vicino ad un grande campo rom. Agnese e Stefano, seppur diametralmente opposti, si innamoreranno e il loro crescente sentimento li metterà di fronte a scelte difficili.

## Distribuzione
Il film è stato presentato in anteprima al Festival di Cannes 2017. La distribuzione del film nelle sale cinematografiche italiane, inizialmente prevista per il 25 maggio 2017, è stata anticipata di un giorno al 24 maggio.

## Riconoscimenti
- 2017 - Festival di Cannes
  - In competizione per la Caméra d'or
- 2017 - Nastro d'argento
  - Premio Graziella Bonacchi - Attore rivelazione dell'anno a Simone Liberati
  - Candidatura per il Migliore regista esordiente a Roberto De Paolis
  - Candidatura per il Migliore attore non protagonista a Edoardo Pesce
  - Candidatura per la Migliore attrice non protagonista a Barbora Bobulova
- 2017 - Bobbio Film Festival
  - Premio Migliore Attore a Simone Liberati
- 2018 - David di Donatello
  - Candidatura per il miglior regista esordiente a Roberto De Paolis
- 2018 - Bif&st[5]
  - Premio Nuovo Imaie per il Miglior attore rivelazione a Simone Liberati
- 2018 - Globo d'oro
  - Candidatura per la Miglior opera prima
- 2018 - Ciak d'oro[6]
  - Ciak Alice/Giovani[7]
  - Migliore opera prima[7]